# عزرا تافت بنسون
عزرا تافت بنسون (بالإنجليزية: Ezra Taft Benson)‏ (و. 1899 – 1994 م) هو سياسي من الولايات المتحدة الأمريكية
وهو عضو في الحزب الجمهوري.

## التعليم
تعلم في جامعة كاليفورنيا، بركلي، وجامعة بريغام يونغ، وجامعة ولاية يوتا.

## روابط خارجية
- عزرا تافت بنسون على موقع الموسوعة البريطانية (الإنجليزية)
- عزرا تافت بنسون على موقع مونزينجر (الألمانية)
- عزرا تافت بنسون على موقع إن إن دي بي (الإنجليزية)